# Limnophora idiina
Limnophora idiina este o specie de muște din genul Limnophora, familia Muscidae. A fost descrisă pentru prima dată de Thomson în anul 1869. Conform Catalogue of Life specia Limnophora idiina nu are subspecii cunoscute.